# Aextoxicon punctatum
Aextoxicon punctatum Ruiz & Pav. è un albero diffuso in Cile e Argentina ove è noto con il nome comune di olivillo o aceitunillo. È l'unica specie del genere Aextoxicon e della famiglia Aextoxicaceae.

## Descrizione
È un albero sempreverde che può raggiungere i 25 m di altezza, con un tronco di circa 1 m di diametro.

## Distribuzione e habitat
Aextoxicon punctatum è presente in Cile e in Argentina; è talora la specie dominante nelle foreste temperate valdiviane ed è presente anche nelle foreste subpolari di Nothofagus.

## Tassonomia
La classificazione tradizionale (Sistema Cronquist) includeva la famiglia Aextoxicaceae nell'ordine Celastrales mentre la classificazione APG la assegna all'ordine Berberidopsidales.